# Saint-Germain-les-Paroisses
Saint-Germain-les-Paroisses település Franciaországban, Ain megyében. Lakosainak száma 423 fő (2022. január 1.). Saint-Germain-les-Paroisses Ambléon, Andert-et-Condon, Colomieu, Contrevoz, Innimond és Arboys en Bugey községekkel határos.

## Népesség
A település népessége az elmúlt években az alábbi módon változott:
| Lakosok száma | 294  | 258  | 273  | 357  | 408  | 426  | 434  | 429  | 426  | 423  |
|               | 1968 | 1982 | 1990 | 2006 | 2013 | 2015 | 2017 | 2019 | 2020 | 2022 |